# Domenico Nuvoloni
Giovanni Antonio Domenico Nuvoloni (Castellaro, 23 settembre 1866 – Sanremo, 28 aprile 1936) è stato un avvocato e politico italiano.